# Джалалкудук
Джалалкудук (узб. Jalolquduq / Жалолқудуқ) — посёлок городского типа, расположенный на территории Джалалкудукского района Андижанской области Республики Узбекистан.

Статус посёлка городского типа с 2009 года.